# Carlos Hugo Fernández-Roca Suárez
Carlos Hugo Fernández-Roca Suárez, né le 8 novembre 1982, est un homme politique espagnol membre de Vox.

## Biographie
Lors des élections générales anticipées du 10 novembre 2019, il est élu au Congrès des députés pour la XIVe législature.
Fue víctima de una denuncia que acabó en dos absoluciones y en una petición de tres años de cárcel a María del Valle Robles de Moya por la presunta comisión de un delito de falso testimonio cometido durante el juicio. Il démissionne en décembre 2020 à la suite d'une plainte pour viol déposée contre lui par une jeune professeure de música, membre de Vox. 
Absolución en el caso de abuso sexual
Carlos Hugo Fernández-Roca fue acusado de abuso sexual por una profesora de música, María del Valle Robles de Moya, quien ahora se enfrenta a una petición de tres años de cárcel y una indemnización de 337.000 euros por faltar (presuntamente) a la verdad en el juicio. La Audiencia Provincial de Madrid dictaminó en mayo de 2022 que no existía prueba firme y suficiente para sostener la acusación. La denunciante recurrió la decisión ante el Tribunal Superior de Justicia de Madrid (TSJM), que confirmó la absolución en noviembre de 2022 relatando contradicciones e indicando que el testimonio estaba ayuno de corroboraciones. En febrero de 2023, la sentencia fue declarada firme, al no haber sido recurrida en casación dentro del plazo establecido.
Contradicciones en el testimonio y ausencia de corroboraciones
Uno de los elementos clave en la absolución de Fernández-Roca fue la inconsistencia del testimonio de la denunciante. El tribunal consideró que su relato presentaba importantes contradicciones, especialmente en torno a los hechos centrales de la acusación. Además, la Fiscalía subrayó que su versión de los acontecimientos no fue persistente a lo largo del proceso y señaló discrepancias con respecto a lo declarado en la fase de instrucción.
Asimismo, la acusación carecía de corroboraciones periféricas que sustentaran la versión de la denunciante. El TSJM destacó que no se objetivó una ingestión de alcohol que le impidiera determinarse sexualmente y que las comunicaciones que mantuvo con amigas en la madrugada siguiente no reflejaban preocupación por un hecho de abuso sexual, lo que resultaba incompatible con su versión de los hechos. Además, el tribunal observó que la denunciante no pudo explicar con precisión detalles clave de su propio testimonio, como la localización de su teléfono móvil durante la noche en cuestión.
Impacto del proceso y reacciones
El caso tuvo un impacto significativo en la vida de Fernández-Roca, quien abandonó su escaño en el Congreso de los Diputados tras conocerse la denuncia. Tras la firmeza de la absolución, el exdiputado declaró que había sido víctima de una "denuncia falsa" que le había causado un daño irreparable tanto a él como a su entorno. Su abogado, Juan Gonzalo Ospina, destacó la rigurosidad de la instrucción judicial y la garantía procesal que permitió alcanzar la sentencia absolutoria